# Annuité constante
L'annuité constante est le remboursement périodique d'un emprunt avec les intérêts par un montant constant, qui est calculé en fonction du taux d'intérêt et de la durée de l'emprunt selon une formule mathématique. Une annuité constante peut désigner aussi à l'inverse un versement à intervalle régulier d'une même somme pour un placement échelonné.

## L'annuité constante d'un emprunt

### La formule du taux d'annuité constante
- {\displaystyle E} étant la valeur du capital emprunté ou emprunt,
- {\displaystyle i} le taux d'intérêt sur la période,
- n  le nombre de périodes pour le remboursement

La valeur de l'annuité constante versée par l'emprunteur est : {\displaystyle A=E\times {i \over 1-(1+i)^{-n}}}
Le taux d'annuité constante est : {\displaystyle a={\frac {i}{1-(1+i)^{-n}}}}

#### Exemple d'un échéancier
Pour un prêt à remboursement par annuité constante de 160 000 sur 5 ans à un taux de 1.2 % ({\displaystyle E}=160 000, n=5, {\displaystyle i}=1.2%) :
|                     | 1re année | 2e année | 3e année | 4e année | 5e année | total     |
| annuités constantes | 33161,16  | 33161,16 | 33161,16 | 33161,16 | 33161,16 | 165805,80 |
| amortissements      | 31241,16  | 31616,05 | 31995,45 | 32379,39 | 32767,95 | 160000    |
| intérêts            | 1920      | 1545,11  | 1165,71  | 781,77   | 393,21   | 5805,80   |

L'amortissement étant la partie du prêt remboursée chaque année (annuité = amortissement + intérêt).
Comparaison avec un prêt à remboursement par amortissement constant de 160 000 sur 5 ans à un taux de 1.2 % :
|                          | 1re année | 2e année | 3e année | 4e année | 5e année | total  |
| annuités                 | 33920     | 33536    | 33152    | 32768    | 32384    | 165760 |
| amortissements constants | 32000     | 32000    | 32000    | 32000    | 32000    | 160000 |
| intérêts                 | 1920      | 1536     | 1152     | 768      | 384      | 5760   |

### Démonstration de la formule
L'emprunteur doit verser l'annuité constante {\displaystyle A} jusqu'à remboursement au temps prévu. Les intérêts sont calculés sur ce qui reste à rembourser multiplié par {\displaystyle i}. Ils vont donc en s'amenuisant. Les remboursements de l'emprunt vont à l'inverse en augmentant.
| Échéances         | Emprunt - Restant dû                                               | Intérêts                       | Amortissements (Remboursements)             | Annuités          |
| ----------------- | ------------------------------------------------------------------ | ------------------------------ | ------------------------------------------- | ----------------- |
| 0                 | {\displaystyle E=E_{0}}                                            |                                |                                             |                   |
| 1                 | {\displaystyle E_{1}=E_{0}-R_{1}=E_{0}+I_{1}-A=E_{0}(1+i)-A}       | {\displaystyle I_{1}=iE_{0}}   | {\displaystyle R_{1}=E_{0}-E_{1}=A-I_{1}}   | {\displaystyle A} |
| ⠇                 | ⠇                                                                  | ⠇                              | ⠇                                           | ⠇                 |
| {\displaystyle k} | {\displaystyle E_{k}=E_{k-1}-R_{k}=E_{k-1}+I_{k}-A=E_{k-1}(1+i)-A} | {\displaystyle I_{k}=iE_{k-1}} | {\displaystyle R_{k}=E_{k-1}-E_{k}=A-I_{k}} | {\displaystyle A} |
| ⠇                 | ⠇                                                                  | ⠇                              | ⠇                                           | ⠇                 |
| {\displaystyle n} | {\displaystyle E_{n}=E_{n-1}-R_{n}=0}                              | {\displaystyle I_{n}=iE_{n-1}} | {\displaystyle R_{n}=E_{n-1}=A-I_{n}}       | {\displaystyle A} |

{\displaystyle E_{0}=E{\text{ , }}E_{k+1}=E_{k}(1+i)-A.}
{\displaystyle (E_{k})} est donc une suite arithmético-géométrique que l'on peut par translation ramener à une suite géométrique :
{\displaystyle F_{k}=E_{k}-P,E_{k}=F_{k}+P}
{\displaystyle F_{k+1}=E_{k+1}-P=E_{k}(1+i)-A-P=(F_{k}+P)(1+i)-A-P=F_{k}(1+i)+P(1+i)-A-P}
Pour {\displaystyle P(1+i)-A-P=0\Leftrightarrow P={\frac {A}{i}}\Leftrightarrow {\text{P point fixe, }}P=P(1+i)-A}, 
{\displaystyle ~(F_{k}){\text{ est géométrique }}:F_{0}=E_{0}-{\frac {A}{i}},F_{k+1}=F_{k}(1+i)}
On cherche {\displaystyle A} tel que {\displaystyle E_{n}=0}
{\displaystyle F_{n}=E_{n}-{\frac {A}{i}}=-{\frac {A}{i}}=F_{0}(1+i)^{n}=(E_{0}-{\frac {A}{i}})(1+i)^{n}\Rightarrow A=E_{0}\times {\frac {i}{1-(1+i)^{-n}}}\qquad }
cqfd.

### La formule des remboursements
La suite {\displaystyle (R_{k})_{k\geqslant 1}=(E_{k-1})-(E_{k})} est géométrique de raison {\displaystyle (1+i)\qquad }, 
de 1er terme {\displaystyle R_{1}=E_{0}-E_{1}=A-I_{1}=aE_{0}-iE_{0}=(a-i)E}
de  n-ième terme {\displaystyle R_{n}=A(1+i)^{-1}\qquad } 
de k-ième terme {\displaystyle R_{k}=(a-i)E(1+i)^{k-1}=A(1+i)^{k-n-1}}
C'est la (les) formule(s) des remboursements.
Elles permettent également de calculer {\displaystyle a} et {\displaystyle A=E\times a}
{\displaystyle \sum _{k=1}^{n}R_{k}=E_{0}-E_{n}=E}
{\displaystyle \sum _{k=1}^{n}R_{k}=\sum _{k=1}^{n}(a-i)E(1+i)^{k-1}=E\Rightarrow (a-i)\sum _{k=1}^{n}(1+i)^{k-1}=1\Rightarrow a={\frac {i}{1-(1+i)^{-n}}}\qquad }

{\displaystyle \sum _{k=1}^{n}R_{k}=\sum _{k=1}^{n}A(1+i)^{k-n-1}=E\Rightarrow A=E\times {\frac {i}{1-(1+i)^{-n}}}\qquad }

## Les annuités de placement

### Calcul du capital à l'échéance
À l'inverse des annuités constantes d'amortissement d'emprunt il existe les annuités de placement, par exemple pour les épargnants qui versent à intervalle régulier une même somme d'argent pour constituer à l'échéance un capital plus important avec des intérêts composés.
Pour le capital constitué on a similairement au remboursement de l'emprunt {\displaystyle K_{0}=A{\text{ , }}K_{k+1}=K_{k}(1+i)+A}, ce qui permet de même de calculer l'annuité en fonction du montant du capital constitué visé en n périodes. 
| Périodes | Annuités          | Capital constitué                                                                                               |
| -------- | ----------------- | --- |
| 0        | {\displaystyle A} | {\displaystyle K_{0}=A}                                                                                         |
| 1        | {\displaystyle A} | {\displaystyle K_{1}=A(1+i)+A}                                                                                  |
| ⠇        | ⠇                 | ⠇ |
| k        | {\displaystyle A} | {\displaystyle K_{k}=K_{k-1}(1+i)+A=A(1+i)^{k}+\ldots +A=A\sum _{p=0}^{k}(1+i)^{p}=A{\frac {(1+i)^{k+1}-1}{i}}} |
| ⠇        | ⠇                 | ⠇ |

Le versement de la dernière annuité n'ayant évidemment pas de sens le capital constitué en n périodes est {\displaystyle K=K_{n-1}(1+i)=A(1+i)\times {\frac {(1+i)^{n}-1}{i}}}

#### Rappel sur le calcul des intérêts
Si Ko est le capital initial, i  le taux d'intérêt, n  le nombre de périodes, I  le montant à échéance des intérêts et Kn  le montant du capital à l'échéance, l'intérêt simple au bout des n années est {\displaystyle I={K_{0}}\times {i}\times {n}}, la valeur acquise de {\displaystyle K_{n}=K_{0}+(K_{0}\times i\times n)=K_{0}(1+i\times n)}.
Exemple : {\displaystyle K_{0}} = 30 000, {\displaystyle i} = 1 %, {\displaystyle n} = 10 . Alors : {\displaystyle I} = 30 000 x 0,01 x 10 = 3 000 , {\displaystyle K_{n}} = 30 000 (1 + 0,01 x 10) = 33 000
Pour un intérêt composé l'intérêt vient se greffer au capital majoré des intérêts passés : 
{\displaystyle K_{n}={K_{0}}\times {(1+i)}\times {(1+i)}\times \ldots \times {(1+i)}={K_{0}}\times {(1+i)}^{n}}
Avec les mêmes données que l'exemple précédent on obtient : {\displaystyle K_{n}}= 30 000 x 1,0110 = 33 138,66